# HowToBasic
HowToBasic是一个澳大利亚的YouTube喜劇频道，拥有超过1700万名订阅者，现属于Fullscreen公司的一员。视频创作者保持匿名，没有在视频中露脸。该频道于2013年开始流行，频道主要是将具有特色的滑稽和破坏性的视觉噱头伪装成“如何做”视频教程。 
截至2022年9月23日，HowToBasic的订阅用户数達到1710萬人，位居澳大利亚YouTube频道首位。 截至2018年2月，该频道的估计净值为200万美元。   
该频道曾被两次封停，一次是在2014年，另一次是在2015年底，两次的理由是违反了YouTube关于误导性内容的政策。在这两次封停中，频道都在不久后得到解封。 

## 概述和历史
该频道通过视频的标题、缩略图和描述来有意误导首次观看者，使之认为这是一个“如何做”频道，频道本身的描述也声称其视频是不同主题的教程，尤其强调烹饪（后来的视频中不那么突出）。在频道初期，视频是非常简单的动作的教程，例如“如何拿起雨伞”或“如何倒饮料”。 
该频道视频的一个常见主题是鸡蛋及相关的破坏，因此该频道及系列视频也被网友称之为“鸡蛋狂魔”。频道的许多视频中包含一个常用的通常出现在故事结尾的桥段，一个男人在镜头面前竖起大拇指（有时则是手指槍或豎中指或腳），同时镜头对准其所创造的混乱场面。  
2018年3月24日，HowToBasic发布了一个看似“露脸”的视频。不过，这个视频实际是戲仿流行的YouTuber声称自己是该频道创作者的一个汇编，并继续维持了创作者的匿名性。该视频中的客串人物超过80人，包括Vsauce的麥可·史蒂文斯、Maxmoefoe、Markiplier、凱西·奈斯塔特、杰克·道格拉斯、iDubbbz、Boogie2988和波斯特·马龙。  

## 流行文化

### 受訪
2013年6月，HowToBasic幕后的男人接受了Nine News Perth的晚六点澳大利亚新闻快报（Australian News Bulletin）的采访，节目在STW播出。 根据其要求，电视台没有透露他的身份。

### 愚人節尋寶
自2019年開始HowToBasic在愚人節都會上載一部超長（一般超過1小時）的影片。但有網民發現影片某部份時段出現了隱藏數字，而數字通常都是一個座標。有網民通過座標到了指定位置發現HowToBasic埋下的寶藏。
- 2019年4月2日一位YouTuber找到了HowToBasic埋下的寶藏，裡面有一盒4顆雞蛋、HowToBasic的手環、一包巧克力蛋、雞蛋玩具、兩張50元澳元、一張HowToBasic用拍立得拍的照片，下方寫了"EGG"，背面寫了免費T恤的優惠碼、電影院禮品卡、一盒皮蛋、一盒大富翁和各種雞蛋工具。[11]
- 2020年4月2日一位Reddit網友查出了寶藏位置，但由於當時因新冠肺炎封城無法外出，因此當時暫時沒有人外出找寶藏。最終寶藏於4月4日被另一位Reddit網友發現，裡面有12個HowToBasic絨毛雞蛋玩具、一件HowToBasicT恤、兩張50元澳元、一些巧克力蛋、各種雞蛋工具、玩具、裝飾品。[12]

## 争议
在Reddit上有人指出，HowToBasic的所有视频都会浪费大量的食物，这种行为很不可取，后来HowToBasic本人表示，所有视频里的食物均已过期，无法食用。